# أولجا فيكوتوفا
أولجا فيكوتوفا (بالتشيكية: Olga Fikotová) (و. 1932  م) هي لاعبة كرة سلة، ومنافسة ألعاب القوى من الولايات المتحدة، وتشيكوسلوفاكيا، ولدت في براغ، شاركت في الألعاب الأولمبية الصيفية 1972، والألعاب الأولمبية الصيفية 1960، والألعاب الأولمبية الصيفية 1964، والألعاب الأولمبية الصيفية 1968، والألعاب الأولمبية الصيفية 1956.

## روابط خارجية
- أولجا فيكوتوفا على موقع الاتحاد الدولي لألعاب القوى (الإنجليزية)
- أولجا فيكوتوفا على موقع أوليمبيديا (الإنجليزية)
- أولجا فيكوتوفا على موقع اللجنة الأولمبية التشيكية (التشيكية)